# 4643 Cisneros
A 4643 Cisneros (ideiglenes jelöléssel 1990 QD6) a Naprendszer kisbolygóövében található aszteroida. Henry Holt fedezte fel 1990. augusztus 23-án.